# Burkina Faso en los Juegos Paralímpicos de París 2024
Burkina Faso estuvo representada en los Juegos Paralímpicos de París 2024 por una deportista femenina. El equipo paralímpico burkinés no obtuvo ninguna medalla en estos Juegos.